# Präludium und Fuge As-Dur BWV 862 (Das Wohltemperierte Klavier, I. Teil)
Präludium und Fuge As-Dur, BWV 862, bilden ein Werkpaar im 1. Teil des Wohltemperierten Klaviers, einer Sammlung von Präludien und Fugen für Tasteninstrumente von Johann Sebastian Bach.

## Präludium
As-Dur ist eine bei Bach noch sehr seltene Tonart. Hermann Keller verweist bei dieser Gelegenheit auf einige Stellen aus der Matthäuspassion und spricht dabei von einer „dunklen Feierlichkeit“; Alfred Dürr charakterisiert das Stück als Konzertsatz, Martin Geck als „Concertino“, Jörg Demus spricht von „Tempo di Minuetto“. Die Takte 39/40 mit den parallelen Sechzehntelläufen lassen an eine Toccata denken. Trotz der Unbestimmtheit des Charakters ist das Stück relativ leicht spielbar und wird schon bald im Klavierunterricht „verordnet“. Dabei müssen jedoch die musikalische Zielsetzung, das angestrebte Tempo und die Artikulation der Notenwerte in Takt 1 genau festgelegt und beibehalten werden. Das im ersten Takt eingeführte Motiv kehrt im weiteren Verlauf fast durchgängig wieder, abgesehen von Takt 16/17 bei der Kadenz nach Es-Dur und von Takt 39/40, in gewisser Weise der Zielpunkt des Stückes.

## Fuge
Die Dreiklangsbrechungen des Themas erinnern an das vorangehende Präludium. Empfohlen wird im Allgemeinen ein ruhiges Zeitmaß. Ebenso bedeutend wie das Thema selbst wird im Verlauf des Stücks der melodisch weiche Sechzehntelfluss, der zunächst als Kontrapunkt eingeführt wird und auch in den Zwischenspielen zu hören ist – dies umso mehr, als nach der Exposition nur noch eine einzige geschlossene Durchführung aller vier Stimmen folgt, und zwar in Takt 27–31. Die Fuge enthält weder Engführungen, Umkehrungen noch sonstige kontrapunktische Finessen, und so ergibt sich der Eindruck einer ruhigen, mühelos erscheinenden Freiheit. Der Abschluss wird mit einem Trugschluss in Takt 33 hinausgezögert, worauf das Thema ein letztes Mal im Sopran erklingt.